# Nuzi
Nuzi (ou Nuzu; acadiano Gasur; moderno Yorghan Tepe, Iraque) foi uma antiga cidade da Mesopotâmia ao sudeste de Quircuque no moderno governorado do Iraque, localizada próximo ao rio Tigre. Seu sítio consiste de um relato de tamanho médio multiperíodo e dois pequenos montes de período único.

## História
A cidade de Gasur foi aparentemente fundada durante o Império Acádio no início do terceiro milênio. Na metade do segundo milênio os Hurritas absorveram a cidade e a renomearam como Nuzi. A história do sítio durante o período de intervenção é incerto, apesar da presença de algumas tabelas cuneiformes da antiga Assíria indicar que o comércio com a próxima cidade de Assur estivesse ocorrendo.